# Cúp quốc gia Wales 1881–82
Cúp quốc gia Wales 1881–82 là mùa giải thứ năm của giải đấu bóng đá loại trực tiếp hàng năm dành cho các đội bóng ở Wales.
.

## Vòng Một

### Nhóm Một
| Rhyl S&C | thắng | Corwen |  |

|  |  |  |  |

| Dolgellau Idris | 6 – 1 | Holywell Rovers |  |

|              |        |  | \| Sân vận động \| Corwen \| |
| Sân vận động | Corwen |  |                              |

| Sân vận động | Corwen |

| Denbigh | 0 – 3 | Ruthin |  |

|  |  |  |  |

Nguồn: Welsh Football Data Archive
a.e.t. = sau hiệp phụ; agg. = tổng tỉ số; pen. = quyết định bằng luân lưu.

Aberystwyth đi thẳng vào vòng tiếp theo..

### Nhóm Hai
| Hartford St. Johns | 9 – 0 | Crown (Wrexham) |  |

|  |  |  |  |

| Hare & Hounds (Wrexham) | 1 – 1 | Coedpoeth |  |

|  |  |  |  |

| Wrexham Athletic | 4 – 1 | Davenham |  |

|  |  |  |  |

| Hope | 1 – 10 | Northwich Victoria |  |

|              |          |  | \| Sân vận động \| Caerwrle \| |
| Sân vận động | Caerwrle |  |                                |

| Sân vận động | Caerwrle |

Nguồn: Welsh Football Data Archive
a.e.t. = sau hiệp phụ; agg. = tổng tỉ số; pen. = quyết định bằng luân lưu.

### Nhóm Ba
| Aberystwyth | 2 – 0 | Druids B |  |

|  |  |  |  |

| Shrewsbury Castle Blues | 1 – 0 | Welshpool Warriors |  |

|  |  |  |  |

| Chirk | 4 – 3 | Oswestry White Stars |  |

|  |  |  |  |

| Berwyn Rangers | 4 – 0 | Oswestry |  |

|  |  |  |  |

Nguồn: Welsh Football Data Archive
a.e.t. = sau hiệp phụ; agg. = tổng tỉ số; pen. = quyết định bằng luân lưu.

## Vòng Hai

### Nhóm A
| Wrexham Athletic | 2 – 0 | Equitable (Coedpoeth) |  |

|              |           |  | \| Sân vận động \| Coedpoeth \| |
| Sân vận động | Coedpoeth |  |                                 |

| Sân vận động | Coedpoeth |

| Northwich Victoria | 7 – 0 | Mold |  |

|  |  |  |  |

Nguồn: Welsh Football Data Archive
a.e.t. = sau hiệp phụ; agg. = tổng tỉ số; pen. = quyết định bằng luân lưu.

Gwersyllt Foresters đi thẳng vào vòng tiếp theo..

### Nhóm B
| Wrexham Athletic B | 0 – 5 | Druids |  |

|  |  |  |  |

| Ruthin | 11 – 0 | Rhostyllen |  |

|  |  |  |  |

Nguồn: Welsh Football Data Archive
a.e.t. = sau hiệp phụ; agg. = tổng tỉ số; pen. = quyết định bằng luân lưu.

### Nhóm C
| Aberystwyth | 3 – 1 | Shrewsbury Castle Blues |  |

|  |  |  |  |

| Oswestry White Stars | 2 – 1 | Chirk |  |

|  |  |  |  |

Nguồn: Welsh Football Data Archive
a.e.t. = sau hiệp phụ; agg. = tổng tỉ số; pen. = quyết định bằng luân lưu.

### Đá lại
| Oswestry White Stars | 1 – 2 | Chirk |  |

|  |  |  |  |

Nguồn: Welsh Football Data Archive
a.e.t. = sau hiệp phụ; agg. = tổng tỉ số; pen. = quyết định bằng luân lưu.

## Vòng Ba
| Druids | 0 – 0 | Ruthin |  |

|              |                           |  | \| Sân vận động \| Racecourse Ground Wrexham \| |
| Sân vận động | Racecourse Ground Wrexham |  |                                                 |

| Sân vận động | Racecourse Ground Wrexham |

| Chirk | 2 – 1 | Aberystwyth |  |

|              |         |  | \| Sân vận động \| Newtown \| |
| Sân vận động | Newtown |  |                               |

| Sân vận động | Newtown |

| Wrexham Athletic | 0 – 0 | Northwich Victoria |  |

|              |                           |  | \| Sân vận động \| Racecourse Ground Wrexham \| |
| Sân vận động | Racecourse Ground Wrexham |  |                                                 |

| Sân vận động | Racecourse Ground Wrexham |

Nguồn: Welsh Football Data Archive
a.e.t. = sau hiệp phụ; agg. = tổng tỉ số; pen. = quyết định bằng luân lưu.

### Đá lại
| Druids | 2 – 1 | Ruthin |  |

| Heywood , Joberts |                           | 60' | \| Sân vận động \| Racecourse Ground Wrexham \| \| Số khán giả \| 3,000 \| |
| Sân vận động      | Racecourse Ground Wrexham |     |                                                                            |
| Số khán giả       | 3,000                     |     |                                                                            |

| Sân vận động | Racecourse Ground Wrexham |
| Số khán giả  | 3,000                     |

| Wrexham Athletic | 1 – 5 | Northwich Victoria |  |

|              |               |  | \| Sân vận động \| Wynnstay Park \| |
| Sân vận động | Wynnstay Park |  |                                     |

| Sân vận động | Wynnstay Park |

Nguồn: Welsh Football Data Archive
a.e.t. = sau hiệp phụ; agg. = tổng tỉ số; pen. = quyết định bằng luân lưu.

## Bán kết
| Chirk | 2 – 2 | Northwich Victoria |  |

|              |                            |  | \| Sân vận động \| Racecourse Grounds Wrexham \| |
| Sân vận động | Racecourse Grounds Wrexham |  |                                                  |

| Sân vận động | Racecourse Grounds Wrexham |

Nguồn: Welsh Football Data Archive
a.e.t. = sau hiệp phụ; agg. = tổng tỉ số; pen. = quyết định bằng luân lưu.

Druids đi thẳng vào trận Chung kết.

### Đá lại
| Chirk | 1 – 5 | Northwich Victoria |  |

|              |                           |  | \| Sân vận động \| Racecourse Ground Wrexham \| |
| Sân vận động | Racecourse Ground Wrexham |  |                                                 |

| Sân vận động | Racecourse Ground Wrexham |

Nguồn: Welsh Football Data Archive
a.e.t. = sau hiệp phụ; agg. = tổng tỉ số; pen. = quyết định bằng luân lưu.

## Chung kết
| Druids                            | 5 – 0 | Northwich Victoria |
| --------------------------------- | ----- | ------------------ |
| Ketley 20' (45), Bowen 41' , o.g. |       |                    |

| Druids | Northwich Victoria |